# Paradrina grisea
Paradrina grisea là một loài bướm đêm trong họ Noctuidae.